# William Exshaw
William Edgar Exshaw (Arcachon, Gironda, 15 de febrer de 1866 - València, 16 de març de 1927) va ser un regatista britànic, que va competir a cavall del segle xix i el segle xx. El 1900 va prendre part en els Jocs Olímpics de París on participà en diferents proves del programa de vela. Guanyà dues medalles d'or en les dues curses de la categoria de 2 a 3 tones, formant equip amb Jacques Le Lavasseur i Frédéric Blanchy. També disputà la cursa de la classe oberta, però no la pogué finalitzar.
Fill d'una família britànica vinculada al negoci del brandy, va fer tota la seva vida a França, tot i que mantingué un contacte regular amb el Regne Unit. Morí a bord del Elmina, un vaixell de la seva propietat, mentre navegava pel Mediterrani.